# Världscupen i alpin skidåkning 1999/2000
Världscupen i alpin skidåkning 1999/2000 startades den 30 oktober 1999 i Tignes och avslutades i Bormio den 19 mars 2000. Renate Götschl och Hermann Maier vann totala världscupen.

## Tävlingskalender

### Herrar

#### Störtlopp
| Datum            | Ort                               | Etta                           | Tvåa                                                | Trea                           |
| ---------------- | --------------------------------- | ------------------------------ | --------------------------------------------------- | ------------------------------ |
| 27 november 1999 | Beaver Creek (USA)                | Hermann Maier (Österrike)      | Stephan Eberharter (Österrike)                      | Kristian Ghedina (Italien)     |
| 4 december 1999  | Lake Louise (Kanada)              | Hannes Trinkl (Österrike)      | Hermann Maier (Österrike)                           | Stephan Eberharter (Österrike) |
| 17 december 1999 | Val Gardena (Italien)             | Kristian Ghedina (Italien)     | Josef Strobl (Österrike)                            | Ed Podivinsky (Kanada)         |
| 18 december 1999 | Val Gardena (Italien)             | Andreas Schifferer (Österrike) | Kristian Ghedina (Italien)                          | Hermann Maier (Österrike)      |
| 8 januari 2000   | Chamonix (Frankrike)              | Hermann Maier (Österrike)      | Stephan Eberharter (Österrike)                      | Hannes Trinkl (Österrike)      |
| 15 januari 2000  | Wengen (Schweiz)                  | Josef Strobl (Österrike)       | Hermann Maier (Österrike)                           | Ed Podivinsky (Kanada)         |
| 22 januari 2000  | Kitzbühel (Österrike)             | Fritz Strobl (Österrike)       | Kristian Ghedina (Italien) Josef Strobl (Österrike) |                                |
| 29 januari 2000  | Garmisch-Partenkirchen (Tyskland) | Hermann Maier (Österrike)      | Kristian Ghedina (Italien)                          | Hannes Trinkl (Österrike)      |
| 3 mars 2000      | Kvitfjell (Norge)                 | Daron Rahlves (USA)            | Didier Cuche (Schweiz)                              | Hermann Maier (Österrike)      |
| 4 mars 2000      | Kvitfjell (Norge)                 | Daron Rahlves (USA)            | Kristian Ghedina (Italien)                          | Max Rauffer (Tyskland)         |
| 15 mars 2000     | Bormio (Italien)                  | Hannes Trinkl (Österrike)      | Hermann Maier (Österrike)                           | Christian Greber (Österrike)   |

#### Super-G
| Datum            | Ort                                | Etta                                              | Tvåa                           | Trea                                                    |
| ---------------- | ---------------------------------- | ------------------------------------------------- | ------------------------------ | ------------------------------------------------------- |
| 28 november 1999 | Beaver Creek (USA)                 | Hermann Maier (Österrike)                         | Stephan Eberharter (Österrike) | Lasse Kjus (Norge)                                      |
| 5 december 1999  | Lake Louise (Kanada)               | Hermann Maier (Österrike)                         | Fredrik Nyberg (Sverige)       | Josef Strobl (Österrike)                                |
| 21 januari 2000  | Kitzbühel (Österrike)              | Hermann Maier (Österrike)                         | Werner Franz (Österrike)       | Didier Cuche (Schweiz)                                  |
| 12 februari 2000 | Sankt Anton am Arlberg (Österrike) | Josef Strobl (Österrike)                          | Didier Cuche (Schweiz)         | Stephan Eberharter (Österrike)                          |
| 13 februari 2000 | Sankt Anton am Arlberg (Österrike) | Werner Franz (Österrike) Fritz Strobl (Österrike) |                                | Hermann Maier (Österrike)                               |
| 5 mars 2000      | Kvitfjell (Norge)                  | Kristian Ghedina (Italien)                        | Hermann Maier (Österrike)      | Andreas Schifferer (Österrike)                          |
| 16 mars 2000     | Bormio (Italien)                   | Hermann Maier (Österrike)                         | Fritz Strobl (Österrike)       | Werner Franz (Österrike) Andreas Schifferer (Österrike) |

#### Storslalom
| Datum            | Ort                              | Etta                        | Tvåa                           | Trea                                                       |
| ---------------- | -------------------------------- | --------------------------- | ------------------------------ | ---------------------------------------------------------- |
| 31 oktober 1999  | Tignes (Frankrike)               | Hermann Maier (Österrike)   | Michael von Grünigen (Schweiz) | Kjetil André Aamodt (Norge) Stephan Eberharter (Österrike) |
| 24 november 1999 | Vail (USA)                       | Hermann Maier (Österrike)   | Michael von Grünigen (Schweiz) | Andreas Schifferer (Österrike)                             |
| 19 december 1999 | Alta Badia (Italien)             | Joël Chenal (Frankrike)     | Hermann Maier (Österrike)      | Rainer Salzgeber (Österrike)                               |
| 22 december 1999 | Saalbach-Hinterglemm (Österrike) | Christian Mayer (Österrike) | Hermann Maier (Österrike)      | Benjamin Raich (Österrike)                                 |
| 5 februari 2000  | Todtnau (Tyskland)               | Hermann Maier (Österrike)   | Fredrik Nyberg (Sverige)       | Michael von Grünigen (Schweiz)                             |
| 26 februari 2000 | Yongpyong (Sydkorea)             | Benjamin Raich (Österrike)  | Michael von Grünigen (Schweiz) | Joël Chenal (Frankrike)                                    |
| 8 mars 2000      | Kranjska Gora (Slovenien)        | Christian Mayer (Österrike) | Joël Chenal (Frankrike)        | Marco Büchel (Liechtenstein)                               |
| 11 mars 2000     | Hinterstoder (Österrike)         | Christian Mayer (Österrike) | Marco Büchel (Liechtenstein)   | Hermann Maier (Österrike)                                  |
| 18 mars 2000     | Bormio (Italien)                 | Benjamin Raich (Österrike)  | Christian Mayer (Österrike)    | Heinz Schilchegger (Österrike)                             |

#### Slalom
| Datum            | Ort                            | Etta                           | Tvåa                             | Trea                                              |
| ---------------- | ------------------------------ | ------------------------------ | -------------------------------- | ------------------------------------------------- |
| 23 november 1999 | Vail (USA)                     | Didier Plaschy (Schweiz)       | Thomas Stangassinger (Österrike) | Kjetil André Aamodt (Norge) Matteo Nana (Italien) |
| 13 december 1999 | Madonna di Campiglio (Italien) | Finn Christian Jagge (Norge)   | Benjamin Raich (Österrike)       | Thomas Stangassinger (Österrike)                  |
| 21 december 1999 | Kranjska Gora (Slovenien)      | Didier Plaschy (Schweiz)       | Benjamin Raich (Österrike)       | Thomas Stangassinger (Österrike)                  |
| 9 januari 2000   | Chamonix (Frankrike)           | Angelo Weiss (Italien)         | Kjetil André Aamodt (Norge)      | Matjaž Vrhovnik (Slovenien)                       |
| 16 januari 2000  | Wengen (Schweiz)               | Kjetil André Aamodt (Norge)    | Ole Kristian Furuseth (Norge)    | Drago Grubelnik (Slovenien)                       |
| 23 januari 2000  | Kitzbühel (Österrike)          | Mario Matt (Österrike)         | Matjaž Vrhovnik (Slovenien)      | Benjamin Raich (Österrike)                        |
| 6 februari 2000  | Todtnau (Tyskland)             | Rainer Schönfelder (Österrike) | Kjetil André Aamodt (Norge)      | Ole Kristian Furuseth (Norge)                     |
| 20 februari 2000 | Adelboden (Schweiz)            | Matjaž Vrhovnik (Slovenien)    | Kjetil André Aamodt (Norge)      | Mario Matt (Österrike)                            |
| 27 februari 2000 | Yongpyong (Sydkorea)           | Mitja Kunc (Slovenien)         | Ole Kristian Furuseth (Norge)    | Mario Matt (Österrike)                            |
| 9 mars 2000      | Schladming (Österrike)         | Mario Matt (Österrike)         | Ole Kristian Furuseth (Norge)    | Thomas Stangassinger (Österrike)                  |
| 19 mars 2000     | Bormio (Italien)               | Ole Kristian Furuseth (Norge)  | Benjamin Raich (Österrike)       | Matjaž Vrhovnik (Slovenien)                       |

#### Alpin kombination
| Datum              | Ort                   | Etta                        | Tvåa                      | Trea                      |
| ------------------ | --------------------- | --------------------------- | ------------------------- | ------------------------- |
| 8-9 januari 2000   | Chamonix (Frankrike)  | Kjetil André Aamodt (Norge) | Hermann Maier (Österrike) | Paul Accola (Schweiz)     |
| 22-23 januari 2000 | Kitzbühel (Österrike) | Kjetil André Aamodt (Norge) | Fredrik Nyberg (Sverige)  | Hermann Maier (Österrike) |

### Damer

#### Störtlopp
| Datum            | Ort                         | Etta                         | Tvåa                         | Trea                                                 |
| ---------------- | --------------------------- | ---------------------------- | ---------------------------- | ---------------------------------------------------- |
| 27 november 1999 | Lake Louise (Kanada)        | Isolde Kostner (Italien)     | Hilde Gerg (Tyskland)        | Corinne Rey-Bellet (Schweiz)                         |
| 17 december 1999 | Sankt Moritz (Schweiz)      | Isolde Kostner (Italien)     | Regina Häusl (Tyskland)      | Špela Bračun (Slovenien)                             |
| 18 december 1999 | Sankt Moritz (Schweiz)      | Pernilla Wiberg (Sverige)    | Renate Götschl (Österrike)   | Hilde Gerg (Tyskland)                                |
| 15 januari 2000  | Altenmarkt (Österrike)      | Corinne Rey-Bellet (Schweiz) | Regina Häusl (Tyskland)      | Martina Ertl (Tyskland)                              |
| 22 januari 2000  | Cortina d’Ampezzo (Italien) | Régine Cavagnoud (Frankrike) | Tanja Schneider (Österrike)  | Mojca Suhadolc (Tyskland)                            |
| 10 februari 2000 | Santa Caterina (Italien)    | Isolde Kostner (Italien)     | Regina Häusl (Tyskland)      | Corinne Rey-Bellet (Schweiz)                         |
| 19 februari 2000 | Åre (Sverige)               | Renate Götschl (Österrike)   | Regina Häusl (Tyskland)      | Stefanie Schuster (Österrike)                        |
| 25 februari 2000 | Innsbruck (Österrike)       | Renate Götschl (Österrike)   | Regina Häusl (Tyskland)      | Michaela Dorfmeister (Österrike)                     |
| 5 mars 2000      | Lenzerheide (Schweiz)       | Corinne Imlig (Schweiz)      | Petra Haltmayr (Tyskland)    | Olesja Alijewa (Ryssland) Renate Götschl (Österrike) |
| 15 mars 2000     | Bormio (Italien)            | Régine Cavagnoud (Frankrike) | Corinne Rey-Bellet (Schweiz) | Renate Götschl (Österrike)                           |

#### Super-G
| Datum            | Ort                      | Etta                             | Tvåa                         | Trea                           |
| ---------------- | ------------------------ | -------------------------------- | ---------------------------- | ------------------------------ |
| 28 november 1999 | Lake Louise (Kanada)     | Mojca Suhadolc (Slovenien)       | Hilde Gerg (Tyskland)        | Isolde Kostner (Italien)       |
| 8 december 1999  | Val d’Isère (Frankrike)  | Isolde Kostner (Italien)         | Hilde Gerg (Tyskland)        | Pernilla Wiberg (Sverige)      |
| 19 december 1999 | Sankt Moritz (Schweiz)   | Karen Putzer (Italien)           | Alessandra Merlin (Italien)  | Régine Cavagnoud (Frankrike)   |
| 16 januari 2000  | Altenmarkt (Österrike)   | Renate Götschl (Österrike)       | Tanja Schneider (Österrike)  | Regina Häusl (Tyskland)        |
| 11 februari 2000 | Santa Caterina (Italien) | Michaela Dorfmeister (Österrike) | Régine Cavagnoud (Frankrike) | Renate Götschl (Österrike)     |
| 26 februari 2000 | Innsbruck (Österrike)    | Mélanie Turgeon (Kanada)         | Renate Götschl (Österrike)   | Tanja Schneider (Österrike)    |
| 27 februari 2000 | Innsbruck (Österrike)    | Renate Götschl (Österrike)       | Mélanie Turgeon (Kanada)     | Mojca Suhadolc (Slovenien)     |
| 16 mars 2000     | Bormio (Italien)         | Renate Götschl (Österrike)       | Martina Ertl (Tyskland)      | Brigitte Obermoser (Österrike) |

#### Storslalom
| Datum            | Ort                         | Etta                             | Tvåa                                                 | Trea                             |
| ---------------- | --------------------------- | -------------------------------- | ---------------------------------------------------- | -------------------------------- |
| 30 oktober 1999  | Tignes (Frankrike)          | Sonja Nef (Schweiz)              | Anna Ottosson (Sverige)                              | Anita Wachter (Österrike)        |
| 18 november 1999 | Copper Mountain (USA)       | Régine Cavagnoud (Frankrike)     | Karen Putzer (Italien)                               | Michaela Dorfmeister (Österrike) |
| 4 december 1999  | Serre Chevalier (Frankrike) | Michaela Dorfmeister (Österrike) | Anita Wachter (Österrike)                            | Silke Bachmann (Italien)         |
| 9 december 1999  | Val d’Isère (Frankrike)     | Michaela Dorfmeister (Österrike) | Silvia Berger (Österrike)                            | Régine Cavagnoud (Frankrike)     |
| 28 december 1999 | Lienz (Österrike)           | Anita Wachter (Österrike)        | Allison Forsyth (Kanada)                             | Birgit Heeb (Liechtenstein)      |
| 5 januari 2000   | Maribor (Slovenien)         | Michaela Dorfmeister (Österrike) | Sonja Nef (Schweiz)                                  | Anita Wachter (Österrike)        |
| 8 januari 2000   | Berchtesgaden (Tyskland)    | Michaela Dorfmeister (Österrike) | Karen Putzer (Italien)                               | Martina Ertl (Tyskland)          |
| 23 januari 2000  | Cortina d’Ampezzo (Italien) | Anna Ottosson (Sverige)          | Allison Forsyth (Kanada) Birgit Heeb (Liechtenstein) |                                  |
| 17 februari 2000 | Åre (Sverige)               | Sonja Nef (Schweiz)              | Anita Wachter (Österrike)                            | Brigitte Obermoser (Österrike)   |
| 11 mars 2000     | Sestriere (Italien)         | Sonja Nef (Schweiz)              | Carolina Ruiz Castillo (Spanien)                     | Michaela Dorfmeister (Österrike) |
| 18 mars 2000     | Bormio (Italien)            | Brigitte Obermoser (Österrike)   | Michaela Dorfmeister (Österrike)                     | Birgit Heeb (Liechtenstein)      |

#### Slalom
| Datum            | Ort                         | Etta                                                  | Tvåa                        | Trea                           |
| ---------------- | --------------------------- | ----------------------------------------------------- | --------------------------- | ------------------------------ |
| 20 november 1999 | Copper Mountain (USA)       | Christel Pascal (Frankrike) Špela Pretnar (Slovenien) |                             | Trine Bakke (Norge)            |
| 5 december 1999  | Serre Chevalier (Frankrike) | Janica Kostelić (Kroatien)                            | Trine Bakke (Norge)         | Sabine Egger (Österrike)       |
| 12 december 1999 | Sestriere (Italien)         | Janica Kostelić (Kroatien)                            | Anja Pärson (Sverige)       | Christel Pascal (Frankrike)    |
| 29 december 1999 | Lienz (Österrike)           | Sabine Egger (Österrike)                              | Nataša Bokal (Slovenien)    | Karin Köllerer (Österrike)     |
| 6 januari 2000   | Maribor (Slovenien)         | Trine Bakke (Norge)                                   | Špela Pretnar (Slovenien)   | Sabine Egger (Österrike)       |
| 9 januari 2000   | Berchtesgaden (Tyskland)    | Špela Pretnar (Slovenien)                             | Christel Pascal (Frankrike) | Trine Bakke (Norge)            |
| 12 februari 2000 | Santa Caterina (Italien)    | Špela Pretnar (Slovenien)                             | Christel Pascal (Frankrike) | Anja Pärson (Sverige)          |
| 20 februari 2000 | Åre (Sverige)               | Špela Pretnar (Slovenien)                             | Kristina Koznick (USA)      | Anja Pärson (Sverige)          |
| 10 mars 2000     | Sestriere (Italien)         | Kristina Koznick (USA)                                | Christel Pascal (Frankrike) | Špela Pretnar (Slovenien)      |
| 19 mars 2000     | Bormio (Italien)            | Kristina Koznick (USA)                                | Anja Pärson (Sverige)       | Elisabetta Biavaschi (Italien) |

#### Alpin kombination
| Datum                | Ort                      | Etta                       | Tvåa                  | Trea                    |
| -------------------- | ------------------------ | -------------------------- | --------------------- | ----------------------- |
| 10, 12 februari 2000 | Santa Caterina (Italien) | Renate Götschl (Österrike) | Caroline Lalive (USA) | Andrine Flemmen (Norge) |

## Världscupställningar

### Totala världscupen
| Placering | Namn                | Land      | Poäng |
| --------- | ------------------- | --------- | ----- |
| 01        | Hermann Maier       | Österrike | 2000  |
| 02        | Kjetil André Aamodt | Norge     | 1440  |
| 03        | Josef Strobl        | Österrike | 0994  |
| 04        | Kristian Ghedina    | Italien   | 0958  |
| 05        | Andreas Schifferer  | Österrike | 0905  |
| 06        | Stephan Eberharter  | Österrike | 0904  |
| 07        | Fritz Strobl        | Österrike | 0889  |
| 08        | Christian Mayer     | Österrike | 0802  |
| 09        | Benjamin Raich      | Österrike | 0788  |
| 10        | Werner Franz        | Österrike | 0762  |

| Placering | Namn                 | Land      | Poäng |
| --------- | -------------------- | --------- | ----- |
| 01        | Renate Götschl       | Österrike | 1631  |
| 02        | Michaela Dorfmeister | Österrike | 1306  |
| 03        | Régine Cavagnoud     | Frankrike | 1036  |
| 04        | Isolde Kostner       | Italien   | 0878  |
| 05        | Brigitte Obermoser   | Österrike | 0806  |
| 06        | Sonja Nef            | Schweiz   | 0789  |
| 07        | Špela Pretnar        | Slovenien | 0714  |
| 08        | Anja Pärson          | Sverige   | 0704  |
| 09        | Martina Ertl         | Tyskland  | 0701  |
| 10        | Tanja Schneider      | Österrike | 0695  |

### Störtlopp
| Placering | Namn               | Land      | Poäng |
| --------- | ------------------ | --------- | ----- |
| 01        | Hermann Maier      | Österrike | 800   |
| 02        | Kristian Ghedina   | Italien   | 677   |
| 03        | Josef Strobl       | Österrike | 533   |
| 04        | Hannes Trinkl      | Österrike | 507   |
| 05        | Stephan Eberharter | Österrike | 454   |
| 06        | Fritz Strobl       | Österrike | 453   |
| 07        | Andreas Schifferer | Österrike | 354   |
| 08        | Werner Franz       | Österrike | 317   |
| 09        | Ed Podivinsky      | Kanada    | 298   |
| 10        | Daron Rahlves      | USA       | 273   |

| Placering | Namn                 | Land      | Poäng |
| --------- | -------------------- | --------- | ----- |
| 01        | Regina Häusl         | Tyskland  | 529   |
| 02        | Renate Götschl       | Österrike | 524   |
| 03        | Isolde Kostner       | Italien   | 484   |
| 04        | Corinne Rey-Bellet   | Schweiz   | 435   |
| 05        | Régine Cavagnoud     | Frankrike | 417   |
| 06        | Tanja Schneider      | Österrike | 303   |
| 07        | Michaela Dorfmeister | Österrike | 290   |
| 08        | Martina Ertl         | Tyskland  | 243   |
| 09        | Mélanie Turgeon      | Kanada    | 240   |
| 10        | Stefanie Schuster    | Österrike | 232   |

### Super-G
| Placering | Namn               | Land      | Poäng |
| --------- | ------------------ | --------- | ----- |
| 01        | Hermann Maier      | Österrike | 540   |
| 02        | Werner Franz       | Österrike | 371   |
| 03        | Fritz Strobl       | Österrike | 354   |
| 04        | Josef Strobl       | Österrike | 305   |
| 05        | Andreas Schifferer | Österrike | 294   |
| 06        | Fredrik Nyberg     | Sverige   | 272   |
| 07        | Stephan Eberharter | Österrike | 246   |
| 08        | Kristian Ghedina   | Italien   | 216   |
| 09        | Didier Cuche       | Schweiz   | 214   |
| 10        | Daron Rahlves      | USA       | 183   |

| Placering | Namn                 | Land      | Poäng |
| --------- | -------------------- | --------- | ----- |
| 01        | Renate Götschl       | Österrike | 554   |
| 02        | Mélanie Turgeon      | Kanada    | 343   |
| 03        | Mojca Suhadolc       | Slovenien | 341   |
| 04        | Régine Cavagnoud     | Frankrike | 330   |
| 05        | Isolde Kostner       | Italien   | 300   |
| 06        | Tanja Schneider      | Österrike | 296   |
| 07        | Michaela Dorfmeister | Österrike | 287   |
| 08        | Brigitte Obermoser   | Österrike | 268   |
| 09        | Mélanie Suchet       | Frankrike | 195   |
| 10        | Hilde Gerg           | Tyskland  | 178   |

### Storslalom
| Rang | Namn                 | Land          | Poäng |
| ---- | -------------------- | ------------- | ----- |
| 01   | Hermann Maier        | Österrike     | 520   |
| 02   | Christian Mayer      | Österrike     | 517   |
| 03   | Michael von Grünigen | Schweiz       | 466   |
| 04   | Benjamin Raich       | Österrike     | 420   |
| 05   | Joël Chenal          | Frankrike     | 349   |
| 06   | Marco Büchel         | Liechtenstein | 290   |
| 07   | Fredrik Nyberg       | Sverige       | 279   |
| 08   | Mitja Kunc           | Slovenien     | 275   |
| 09   | Kjetil André Aamodt  | Norge         | 259   |
| 10   | Heinz Schilchegger   | Österrike     | 233   |

| Placering | Namn                     | Land          | Poäng |
| --------- | ------------------------ | ------------- | ----- |
| 01        | Michaela Dorfmeister     | Österrike     | 684   |
| 02        | Sonja Nef                | Schweiz       | 602   |
| 03        | Anita Wachter            | Österrike     | 470   |
| 04        | Anna Ottosson            | Sverige       | 402   |
| 05        | Allison Forsyth          | Kanada        | 373   |
| 06        | Karen Putzer             | Italien       | 371   |
| 07        | Birgit Heeb              | Liechtenstein | 340   |
| 08        | Brigitte Obermoser       | Österrike     | 313   |
| 09        | Christiane Mitterwallner | Österrike     | 271   |
| 10        | Renate Götschl           | Österrike     | 266   |

### Slalom
| Placering | Namn                  | Land      | Poäng |
| --------- | --------------------- | --------- | ----- |
| 01        | Kjetil André Aamodt   | Norge     | 598   |
| 02        | Ole Kristian Furuseth | Norge     | 554   |
| 03        | Matjaž Vrhovnik       | Slovenien | 538   |
| 04        | Mario Matt            | Österrike | 384   |
| 05        | Thomas Stangassinger  | Österrike | 369   |
| 06        | Benjamin Raich        | Österrike | 368   |
| 07        | Rainer Schönfelder    | Österrike | 307   |
| 08        | Didier Plaschy        | Schweiz   | 281   |
| 09        | Hans Petter Buraas    | Norge     | 261   |
| 10        | Jure Košir            | Slovenien | 238   |

| Placering | Namn             | Land      | Poäng |
| --------- | ---------------- | --------- | ----- |
| 01        | Špela Pretnar    | Slovenien | 645   |
| 02        | Christel Pascal  | Frankrike | 626   |
| 03        | Anja Pärson      | Sverige   | 499   |
| 04        | Trine Bakke      | Norge     | 434   |
| 05        | Kristina Koznick | USA       | 428   |
| 06        | Sabine Egger     | Österrike | 417   |
| 07        | Vanessa Vidal    | Frankrike | 305   |
| 08        | Karin Köllerer   | Österrike | 279   |
| 09        | Nataša Bokal     | Slovenien | 260   |
| 10        | Janica Kostelić  | Kroatien  | 250   |

### Kombination
| Placering | Namn                | Land      | Poäng |
| --------- | ------------------- | --------- | ----- |
| 01        | Kjetil André Aamodt | Norge     | 200   |
| 02        | Hermann Maier       | Österrike | 140   |
| 03        | Fredrik Nyberg      | Sverige   | 102   |
| 04        | Paul Accola         | Schweiz   | 100   |
| 05        | Fritz Strobl        | Österrike | 082   |
| 06        | Bruno Kernen        | Schweiz   | 081   |
| 07        | Werner Franz        | Österrike | 074   |
| 08        | Kristian Ghedina    | Italien   | 065   |
| 09        | Stephan Eberharter  | Österrike | 050   |
| 10        | Antoine Dénériaz    | Frankrike | 044   |
| 10        | Hannes Trinkl       | Österrike | 044   |

| Placering | Namn                 | Land      | Poäng |
| --------- | -------------------- | --------- | ----- |
| 01        | Renate Götschl       | Österrike | 100   |
| 02        | Caroline Lalive      | USA       | 080   |
| 03        | Andrine Flemmen      | Norge     | 060   |
| 04        | Stefanie Schuster    | Österrike | 050   |
| 05        | Michaela Dorfmeister | Österrike | 045   |
| 06        | Karen Putzer         | Italien   | 040   |
| 07        | Janette Hargin       | Sverige   | 036   |
| 08        | Brigitte Obermoser   | Österrike | 032   |
| 09        | Sibylle Brauner      | Tyskland  | 029   |
| 10        | Régine Cavagnoud     | Frankrike | 026   |